# Rhamphomyia atra
Rhamphomyia atra är en tvåvingeart som beskrevs av Johann Wilhelm Meigen 1822. Rhamphomyia atra ingår i släktet Rhamphomyia och familjen dansflugor. Inga underarter finns listade i Catalogue of Life.